# Луговая (Ярославская область)
Луговая — деревня в Некоузского района Ярославской области. Входит в состав Веретейского сельского поселения.

## История
В 1965 году Указом Президиума ВС РСФСР деревня Потеряхино переименована в Луговая.

## Население
| 2007 | 2010 |
| ---- | ---- |
| 5    | ↘3   |